# Jesper Dickman
Jesper Mats William Dickman, född 10 april 2001 är en svensk fotbollsspelare (yttermittfältare) som spelar för Trelleborgs FF.

## Klubblagskarriär
Jesper Dickmans moderklubb är Åkarps IF. Via GIF Nike hamnade han tidigt i Malmö FF, där han 2017 var med om att ta SM-silver i U17-Allsvenskan. Efter flera år hos Malmö FF skrev Dickman hösten 2019 på för danska FC Nordsjælland. Två år i klubbens akademi följde innan han sommaren 2021 lyftes upp i A-laget.
Någon tävlingsmatch i A-laget blev det dock inte hos FC Nordsjælland. Efter spel med klubbens reserv- och juniorlag skrev Dickman i december 2021 på ett tvåårskontrakt med den allsvenska nykomlingen IFK Värnamo. Under debutåret i IFK Värnamo blev det ett allsvenskt framträdande, i 1-1-matchen mot IFK Norrköping den 24 oktober 2022, och spel i en match i Svenska Cupen.
Dickman skrev 2023 på för Trelleborgs FF.

## Landslagskarriär
Jesper Dickman har representerat Sveriges U17-landslag.
Debuten kom den 25 april 2017 då P16-landslagets Future Team-landslag förlorade med 1-6 mot Belgien.

## Statistik
| Klubb              | Säsong             | Liga               | Liga    | Liga | Nationell cup | Nationell cup | Internationell cup | Internationell cup | Övrigt  | Övrigt | Totalt  | Totalt |
| Klubb              | Säsong             | Division           | Matcher | Mål  | Matcher       | Mål           | Matcher            | Mål                | Matcher | Mål    | Matcher | Mål    |
| ------------------ | ------------------ | ------------------ | ------- | ---- | ------------- | ------------- | ------------------ | ------------------ | ------- | ------ | ------- | ------ |
| FC Nordsjælland    | 2021/2022          | Superligaen        | 0       | 0    | 0             | 0             | -                  | -                  | -       | -      | 0       | 0      |
| IFK Värnamo        | 2022               | Allsvenskan        | 1       | 0    | 1             | 0             | -                  | -                  | -       | -      | 2       | 0      |
| IFK Värnamo        | 2023               | Allsvenskan        | 0       | 0    | 1             | 0             | -                  | -                  | -       | -      | 1       | 0      |
| Totalt i karriären | Totalt i karriären | Totalt i karriären | 1       | 0    | 2             | 0             | 0                  | 0                  | 0       | 0      | 3       | 0      |